# Mimir kútja

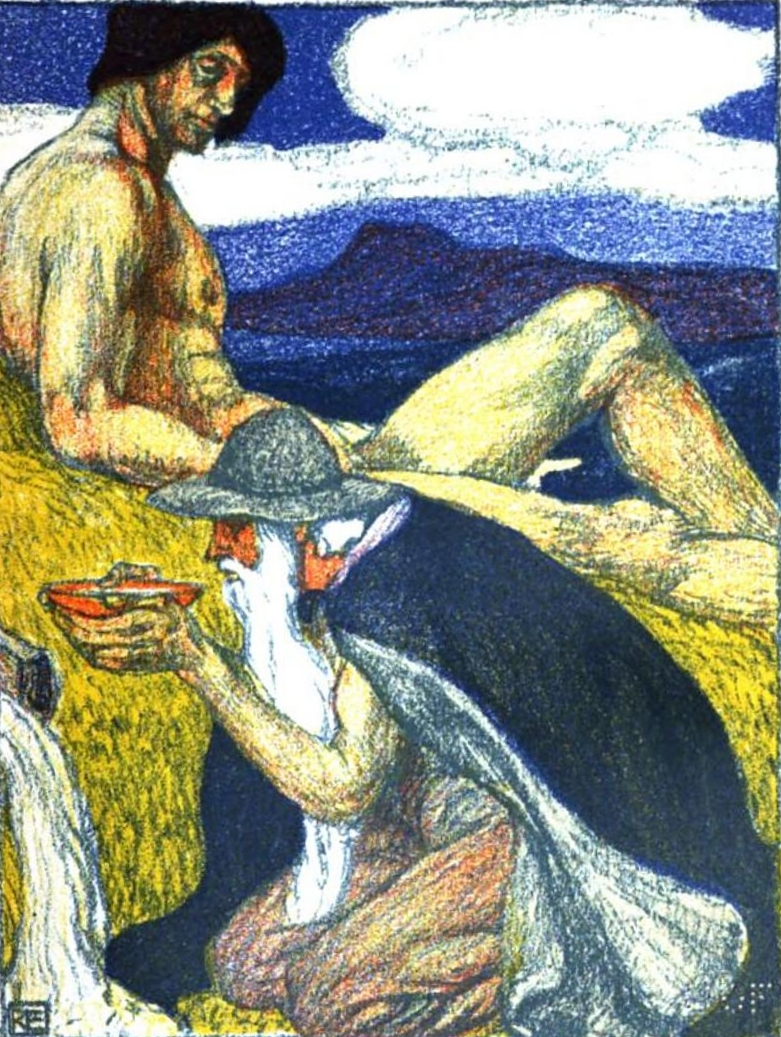
Robert Engels: Odin iszik a forrásból, miközben Mimir nézi (1903)

Mimir kútja (Mimirbrunn) a bölcsesség kútja (vagy forrása), amely az Yggdrasil egyik gyökere alatt van. A kutat Mimir, a legbölcsebb isten őrzi. Odin a jobb szemével fizetett azért, hogy ihasson a vizéből. Amikor Odin útban van a kút felé, hogy megszerezze a bölcsességet, találkozik a legbölcsebb és jövendőmondó óriással, Vafthrudnirral.
Az Eddában Vafthrudnir és Odin beszélgetéséből:
Mindent tudok, ó, Ódin,

szemed hol rejted:

Mímir fenséges

forrásának mélyén!

Mímir minden reggel

így merít mézsört

Öldöklés Atyjának

zálogából. - Mit tudtok még?
Az Áz–ván háborút követő túsz-váltáskor az ázok Mimirt küldték Hönirrel a vánokhoz. Amikor azok rájöttek, hogy Hönir nem olyan okos, mint ahogy gondolták, és mindenben tanácsot kér Mimirtől, becsapva érezték magukat. Bosszúból Mimirt lefejezték és fejét elküldték az ázoknak. Odin bebalzsamozta azt és mágiával életre keltette, úgyhogy bonyolult dolgokban tanácsot tudott kérni tőle.

## Fordítás
- Ez a szócikk részben vagy egészben  a   Mimers brunn című svéd Wikipédia-szócikk fordításán alapul.  Az eredeti cikk szerkesztőit annak laptörténete sorolja fel. Ez a jelzés csupán a megfogalmazás eredetét és a szerzői jogokat jelzi, nem szolgál a cikkben szereplő információk forrásmegjelöléseként.
- Ez a szócikk részben vagy egészben  a   Mímisbrunnr) című angol Wikipédia-szócikk fordításán alapul.  Az eredeti cikk szerkesztőit annak laptörténete sorolja fel. Ez a jelzés csupán a megfogalmazás eredetét és a szerzői jogokat jelzi, nem szolgál a cikkben szereplő információk forrásmegjelöléseként.